# 2011 a sportban
2011 fontosabb eseményei a sportban a következők:

## Események

### Január
- január 1–16. – 2011-es Dakar-rali, Dél-Amerika.
- január 3. – Az ausztriai Innsbruckban folytatódik a síugrók Négysáncversenye, melyet az összetettben is vezető osztrák Thomas Morgenstern nyer meg.[1]
- január 4. – Az osztrák Marlies Schild győzelmével ér véget Zágrábban a női alpesi síelők műlesikló világkupaversenye.[2]
- január 5. – A német Christoph Stephan, Alexander Wolf, Arnd Peiffer, Michael Greis összeállítású váltó győzelmével ér véget a németországi Oberhofban a férfi sílövők világkupaversenye.[3]
- január 6.
  - A németországi Oberhofban, a Sílövő Világkupa női 4x6 km-es váltóját a Jenny Jonsson, Anna Carin Olofsson-Zidek, Anna Maria Nilsson, Helena Ekholm összeállítású svéd csapat nyeri meg  Franciaország és  Fehéroroszország előtt.[4]
  - A férfiak alpesisí-világkupa sorozatának zágrábi műlesikló futamát a svéd André Myhrer nyeri.[5] A műkorcsolya-Eb 30. helyen végző Vardanjan Tigran

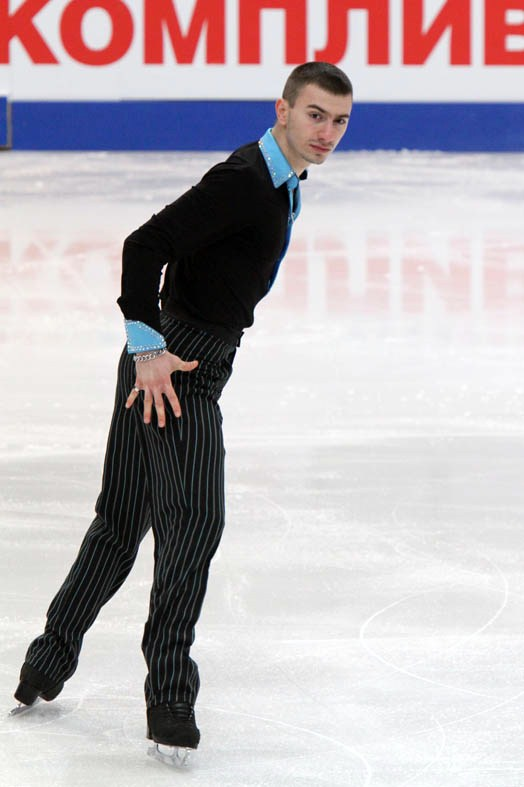
A műkorcsolya-Eb 30. helyen végző Vardanjan Tigran

- január 7–8. – Az olaszországi Collalbóban rendezik a gyorskorcsolya-Európa-bajnokságot. (Magyar versenyző nem indul a kontinensviadalon.)[6]
- január 7–29. – 2011-es Ázsia-kupa, Katar.
- január 8–9. – 2011-es magyar műkorcsolya- és jégtáncbajnokság.[7]
- január 13–30. – A 2011-es férfi kézilabda-világbajnokság Svédországban.
- január 14–16. – A hollandiai Heerenveenben rendezik a rövidpályás gyorskorcsolya Európa-bajnokságot. (A Huszár Erika, Heidum Bernadett, Darázs Rózsa, Keszler Andrea összetételű magyar női váltó a második helyen végzett, míg Huszár Erika 1 500-on és Heidum Bernadett 500-on lett harmadik. Heidum 1 000 méteren második lett, s a szuperdöntőben elért negyedik helyezésével összetettben is ezüstérmet szerzett.)[8]
- január 16–17. – Obihiróban rendezik a gyorskorcsolyázók sprintvilágbajnokságát.
- január 17–30. – A 2011-es Australian Open Melbourne-ben.
- január 22–23. – Magyar rövidpályásgyorskorcsolya-bajnokság.
- január 24–30. – Bernban rendezik a 2011-es műkorcsolya- és jégtánc-Európa-bajnokságot.
- január 27. – A 2011-es téli Universiade nyitónapja a törökországi Erzurumban.[9]

### Február
- február 6.
  - A Super Bowl-t a Green Bay Packers nyerte, amely a Pittsburgh Steelers ellen nyert 31–25-re. A mérkőzést A Dallas Cowboys stadionjában, Arlingtonban, Texasban rendezték.[10]
  - A téli Universiade zárónapja.[9] (A Huszár Erika, Heidum Bernadett, Darázs Rózsa, Keszler Andrea, Lajtos Szandra összetételű magyar női rövidpályásgyorskorcsolya-váltó a dél-koreai és a kínai csapat mögött végzett, ezzel megszerezve a bronzérmet.)[11]
- február 7–20. – 2011-es alpesisí-világbajnokság, Garmisch-Partenkirchen, Németország
- február 11–13. – A rövidpályás gyorskorcsolya Világkupa-sorozat 5. állomása az oroszországi Moszkvában.
- február 18–20.
  - A madridi műugró-Grand Prix.
  - A rövidpályás gyorskorcsolya Világkupa-sorozat, 6. állomása a németországi Drezdában.
- február 21. – Bejelentik, hogy a Formula–1-es bahreini nagydíjat, a világbajnokság március 13-án esedékes nyitóversenyét – az el-Manámában kialakult bizonytalan belpolitikai helyzet miatt – törölték.[12]
- február 24–26. – A penzai műugró-Grand Prix.[13]
- február 25–27. – Az olaszországi Courmayeurben rendezik az junior rövidpályás gyorskorcsolya-világbajnokságot.
- február 28.–március 6. – A dél-koreai Kangnungban rendezik a junior műkorcsolya- és jégtánc-világbajnokságot.

### Március
- március 8–13. – Az olaszországi Torinóban rendezik a mű- és toronyugró-Európa-bajnokságot.[14]
- március 11–13. – Rövidpályás gyorskorcsolya Sheffieldben.
- március 27. – 2011-es Formula–1 ausztrál nagydíj, Melbourne. (A világbajnokság első futama, melyet a Red Bull-Renault színeiben versenyző Sebastian Vettel nyert meg.).[15]
- március 31. – Jakabos Zsuzsanna 200 m pillangó ezüstérmet szerez a Madridban zajló spanyol nyílt úszóbajnokságon.[16]

### Április
- április 1. – A spanyol nyílt úszóbajnokság második napján Verrasztó Dávid 400 m vegyesen, Mutina Ágnes 200 m gyorson végez az első helyen.[16] A finn Bela Papp a műkorcsolya-vb selejtezőben
- április 2.

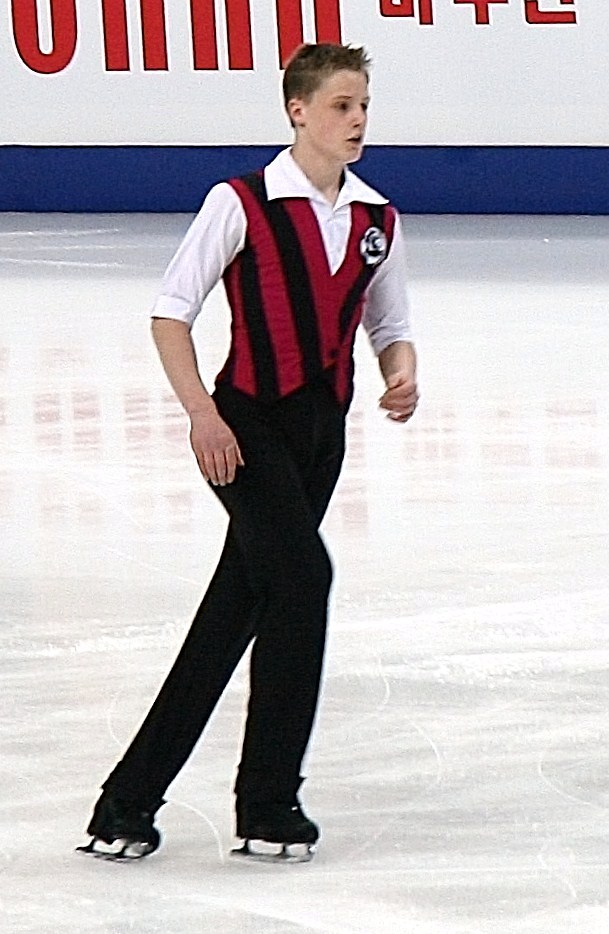
A finn Bela Papp a műkorcsolya-vb selejtezőben

  - A dortmundi birkózó-Európa-bajnokságon, a kötöttfogásúak 120 kg-os kategóriájában Deák Bárdos Mihály a harmadik helyen végez,[17] míg a 66 kg-osok súlycsoportjában szereplő Lőrincz Tamás a döntőben vereséget szenved az orosz Ambako Vacsadzétől, így ezüstéremmel zár.[18]
  - A spanyolok nyílt úszóbajnokságán Jakabos Zsuzsanna megszerzi – 100 m pillangón – második ezüstérmét.[16]
- április 4–10. – Berlinben rendezik meg a tornász Európa-bajnokságot. (A lólengés döntőjében Berki Krisztián kapta a legmagasabb pontszámot, így megszerezte pályafutása ötödik Európa-bajnoki aranyérmét. Hidvégi Vid ugyanezen a szeren a negyedik helyen végzett.)[19]
- április 10. – 2011-es Formula–1 maláj nagydíj, Kuala Lumpur
- április 11–17. – Kazanyban kerül megrendezésre a súlyemelő-Európa-bajnokság.
- április 16. – A Sheffieldben zajló snooker-világbajnokság nyitónapja.
- április 17. – 2011-es Formula–1 kínai nagydíj, Sanghaj
- április 20–24. – A törökországi Isztambul ad otthont a cselgáncs-Európa-bajnokságnak.
- április 25. – A Moszkvában megrendezésre kerülő műkorcsolya- és jégtánc-világbajnokság nyitónapja. (Az eredetileg – március végére – Tokióba tervezett eseménynek a földrengés és szökőár sújtotta Japán nem tudott otthont adni.)[20]
- április 29.
  - A Szlovákiában megrendezésre kerülő IIHF jégkorong-világbajnokság nyitónapja.
  - A kanadai műugró-Grand Prix nyitónapja.

### Május
- május 1.
  - A moszkvai műkorcsolya- és jégtánc-világbajnokság zárónapja
  - A kanadai műugró-Grand Prix zárónapja
- május 2. – A Sheffieldben megrendezésre kerülő snooker-világbajnokság zárónapja, ahol az első helyen John Higgins végez, miután a döntőben Judd Trump ellen 18–15-re győzött. (Higgins a negyedik vb-címért nyerte.)[21]
- május 5–8. – A Fort Lauderdale-i műugró-Grand Prix.[22]
- május 6. – Elkezdődik a 2011-es IAAF Diamond League.
- május 7. – Kemény Dénest, a magyar férfi vízilabda-válogatott szövetségi kapitányát ünnepélyes külsőségek között beiktatják a vizes sportágak legnagyobbjait tömörítő Hírességek Csarnokának, az egyesült államokbeli International Swimming Hall of Fame (ISHOF) tagjai közé.[23]
- május 7–29. – 2011-es Giro d’Italia, Olaszország
- május 8. – 2011-es Formula–1 török nagydíj, Isztambul
- május 15.
  - A Ferencváros női kézilabda csapata 33 év után újra megnyerte a Kupagyőztesek Európa-kupáját, miután az első mérkőzésen, hazai pályán szerzett ötgólos előnye (34–29) után a visszavágón, idegenben 23–23-as döntetlent ért el a spanyol CB Mar Alicante csapata ellen.[24]
  - A 2011-es IIHF jégkorong-világbajnokság zárónapja
- május 18. – 2011-es Európa-liga-döntő, Dublin
- május 22.
  - 2011-es Formula–1 spanyol nagydíj, Barcelona
  - A 2011-es Roland Garros nyitónapja, melyet Párizsban bonyolítanak le.
- május 27–29. – A rostocki műugró-Grand Prix
- május 28. – 2011-es UEFA-bajnokok ligája-döntő, London
- május 29. – 2011-es Formula–1 monacói nagydíj, Monte-Carlo

### Június
- június 5. – A 2011-es Roland Garros zárónapja.
- június 5–25. – 2011-es CONCACAF-aranykupa, Egyesült Államok.
- június 10–12. – Az olaszországi műugró-Grand Prix.[25]
- június 12. – 2011-es Formula–1 kanadai nagydíj, Montréal.
- június 17–19. – A szerbiai Belgrádban rendezik a 2011-es síkvízi kajak-kenu Európa-bajnokságot,[26] ahol az éremtáblázat első helyén a magyar csapat végez.[27]
- június 18.–július 3. – 2011-es női kosárlabda-Európa-bajnokság, Lengyelország
- június 18.–július 10. – 2011-es U17-es labdarúgó-világbajnokság, Mexikó
- június 20.–július 2. – 2011-es wimbledoni teniszbajnokság, Wimbledon, Nagy-Britannia
- június 21–26. – A szerbiai Nagybecskerek ad otthont a junior birkózó-Európa-bajnokságnak.
- június 23–26. – A máltai Cottonera ad otthont a ifjúsági cselgáncs-Európa-bajnokságnak.
- június 26. – 2011-es Formula–1 európai nagydíj, Valencia
- június 26–30. – Keszthelyen rendezik a junior férfi ökölvívó-Európa-bajnokságot.
- június 26.–július 17. – 2011-es női labdarúgó-világbajnokság, Németország

### Július
- július 1–24. – 2011-es Copa América, Argentína.
- július 2–24. – 2011-es Tour de France, Franciaország
- július 6. – Jacques Rogge, a Nemzetközi Olimpiai Bizottság elnöke a dél-afrikai Durbanben zajló 123. NOB-ülés keretében bejelenti, hogy a 2018. évi téli olimpiai játékokat a dél-koreai Phjongcshang rendezheti meg. (A pályázat során München és Annecy maradt alul a dél-koreai várossal szemben.)[28]
- július 6–10. – Belgrádban rendezik az ifjúsági úszó-Európa-bajnokságot.
- július 8. – Pásztor Bence hatalmas fölénnyel nyeri a kalapácsvetést a franciaországi Lille-ben zajló ifjúsági atlétikai világbajnokságon. (A korosztályos világcsúcstartó (83,92 m) Pásztor mögött a második helyezett török Özkan Baltaci, aki csaknem négy méterrel maradt el tőle.)[29]
- július 10. – 2011-es Formula–1 brit nagydíj, Silverstone Circuit.
- július 14–17. – A csehországi Ostravában rendezik meg az U23-as atlétikai Európa-bajnokságot, ahol Európa legjobb 20-22 éves atlétái versenyeznek.[30]
- július 15. – Márton Anita diszkoszvetésben bronzérmet nyer az ostravai U23-as atlétikai Európa-bajnokság döntőjében.[31]
- július 16–31. – 2011-es úszó-világbajnokság, 2011-es férfi vízilabda-világbajnokság, 2011-es női vízilabda-világbajnokság, Sanghaj, Kína.
- július 16.
  - Baji Balázs 110 méteres gátfutásban ezüstérmet nyer a csehországi Ostravában zajló U23-as atlétikai Európa-bajnokságon.[32]
  - A sanghaji úszó-világbajnokságon a 3 női méteres szinkron műugrást a kínai Vu Min-hszia, Ho Ce kettős nyeri, míg a második és a harmadik helyért a kanadai Émilie Heymans, Jennifer Abel és a ausztrál Anabelle Smith, Sharleen Stratton kettős osztozik.[33]
- július 17. – A sanghaji úszó-világbajnokságon:
  - A férfi szinkrontoronyugrás aranyérmét a kínai Huo Liang, Csiu Po kettős szerzi meg 480.03 ponttal, megelőzve a német Patrick Hausding, Sascha Klein és a ukrán Olekszandr Gorskovozov, Olekszandr Bondar kettőst.[34]
  - A 16 éves Czékus Eszter 78 400 ponttal a 17. helyet szerzi meg a műúszók egyéni selejtezőjében, így nem kerül be a 12-es döntőbe.[35]
- július 18. – A sanghaji úszó-világbajnokságon a férfi műugrók 1 méteres versenyében a kínai Li Si-hszin szerzi meg az aranyérmet, megelőzve honfitársát, Ho Mint és a német Pavlo Rozenberget.[36] A női szinkrontoronyugrás döntőjében a kínai Vang Hao, Csen Zso-lin kettős végez az első helyen, mögöttük az ausztrál Alexandra Croak, Melissa Wu és a német Christin Steuer, Nora Subschinski páros.[37] (A Kormos Villő, Reisinger Zsófia páros a 13. helyen végzett.)[38]
- július 19. – A sanghaji úszó-világbajnokságon:
  - A női műugrók 1 méteres számában kettős kínai siker születik Si Ting-mao és Vang Han révén, míg a bronzérmet az olasz Tania Cagnotto szerzi meg.[39]
  - A férfiak 3 méteres szinkronműugrásában a Csin Kaj, Lo Jü-tung páros győzött az Európa-bajnok Ilja Zaharov, Jevgenyij Kuznyecov orosz kettős előtt; a bronzérmet a mexikói Yahel Castillo, Julián Sánchez kettős szerzi meg.[40]
  - Kizárják Risztov Évát a 10 kilométeres hosszútávúszó számban. (A versenyt a brit Keri-Anne Payne nyerte meg.)[41]
- július 20.
  - A Romániában zajló U19-es labdarúgó-Európa-bajnokság nyitónapja.
  - A kínai center, Jao Ming bejelenti visszavonulását. (A Houston Rockets játékosaként nyolc idényt húzott le az észak-amerikai profi kosárlabda-bajnokságban, az NBA-ben.)[42]
  - A sanghaji úszó-világbajnokságon:
    - A magyar férfi vízilabda-válogatott az A csoport második fordulójában 16–5-re legyőzik Kazahsztán együttesét.[43]
    - Kormos Villő a 29. helyen végez a női toronyugrás selejtezőjében, így nem jut be a 18-as középdöntőbe.[44]
    - Gercsák Csaba a 35., Kutasi Gergely a 44. helyen végez a nyílt vízi úszók 10 km-es számában.[45]
- július 21.
  - A magyar junior férfi kézilabda-válogatott 40–17-re kikap a görögországi a Szalonikiben zajló junior-vb-n a svéd együttestől.[46]
  - A sanghaji úszó-világbajnokságon:
    - A női toronyugrók viadalát a kínai Csen Zso-lin nyeri meg, aki a második helyen végző honfitársát, Hu Ja-tant több mint tíz ponttal utasította maga mögé; a bronzérmet a mexikói Paola Espinosa szerezi meg.[47]
    - A magyar női vízilabda-válogatott 9–9-es döntetlent játszik az olimpiai bajnok Hollandiával a vb csoportkörének utolsó fordulójában.[48]
- július 22.
  - Deák Nagy Marcell aranyérmet szerez 400 méteren a Tallinnban zajló junior atlétikai Európa-bajnokságon.[49]
  - Az jamaicai Usain Bolt nyeri a férfi 100 méteres síkfutást az atlétikai Gyémánt Liga-sorozat 10., monacói állomásán 9.88 mp-es idővel. (Honfitársa, Nesta Carter néhány centivel lemaradva lett a második 9.90 mp-el.)[50]
  - A magyar junior férfi kézilabda-válogatott 35–29-es vereséget szenved az iráni csapattól a Görögországban zajló világbajnokságon, ezzel csoportja ötödik helyén végzett.[51]
  - A sanghaji úszó-világbajnokságon a férfiak 3 méteres műugró számában a kínai Ho Csung megvédi címét, mögött két orosz ugró végez a második, illetve harmadik helyen, Ilja Zaharov és Jevgenyij Kuznyecov.[52]
- július 23.
  - Az amszterdami U23-as evezős-világbajnokság döntőben hatodik helyen zár a Vermes Péter, Bártfai Péter összeállítású férfi könnyűsúlyú kormányos nélküli kettes.[53]
  - A sanghaji úszó-világbajnokságon:
    - Gercsák Csaba szerzi meg a bronzérmet a férfiak 25 kilométeres számában.[54]
    - A hetedik, utolsó számban, a csapatok szabadprogramjában is orosz siker születik a műúszóknál, ezzel mindegyik műúszó aranyérem Oroszországé lett. Az ezüstérmet a kínai, míg a bronzot a spanyol csapat szerezte meg.[55]
    - A női műugrók 3 méteres számát a kínai Vu Min-hszia nyeri, megelőzve honfitársát, Ho Cet és a kanadai Jennifer Abelt. (Gondos Flóra a selejtezőből nem jutott tovább, így összetettben a 32. helyen végzett.)[56]
    - A magyar női vízilabda-válogatott 10–9-re kikapott Ausztráliától, így nem jut a legjobb nyolc közé.[57]
- július 24.
  - 2011-es Formula–1 német nagydíj, Nürburgring.
  - A sanghaji úszó-világbajnokságon:
    - Gyurta Dániel országos csúccsal (1:00.23) bejut a 100 méteres mellúszás döntőjébe.[58]
    - A férfiak 4x100 m gyorsváltóját – hatalmas csatában – a James Magnussen, Matthew Targett, Matthew Abood, Eamon Sullivan összetételű ausztrál csapat nyeri, megelőzve a franciákat és az Egyesült Államokat.[59]
    - A női 4x100 méteres gyorsváltót a Inge Dekker, Ranomi Kromowidjojo, Marleen Veldhuis, Femke Heemskerk összeállítású holland együttes nyeri, maga mögé szorítva az amerikai és a német csapatot.[59]
    - A nőknél 400 méter gyorson az olasz Federica Pellegrini megvédi címét, míg a férfiaknál ugyanebben a számban az olimpiai bajnok dél-koreai Te Van Park diadalmaskodik.[59]
    - A férfi toronyugrásban a kínai Csiu Po szerzi meg az aranyérmet 585.45 ponttal, megelőzve az amerikai David Boudiát és a német Sascha Kleint. (Mivel a világbajnokság tizedik műugró számában is kínai aranyérem született, így mindegyik műugró aranyérem a kínaiaké lett.)[60]
- július 25. – A sanghaji úszó-világbajnokságon:
  - Gyurta Dániel 1:00.25 perces idővel a 6. helyen végez – a litván Giedrius Titenis-szel holtversenyben – a 100 méteres mellúszásban. A számot a norvég Alexander Dale Oen nyeri egyéni csúccsal (58.71), a második helyre szintén egyéni csúccsal az olasz Fabio Scozzoli (59.42) úszik be, a harmadik helyen pedig a dél-afrikai Cameron van den Burgh (59.49) végez.[61]
  - A női 200 méteres vegyes úszásban Hosszú Katinka a 6. helyen végez (2:11.24). A számot a 15 esztendős kínai Je Si-ven (2:08.90) nyeri meg, maga mögé szorítva az ausztrál Alicia Couttsot (2:09:00) és az amerikai Ariana Kukorst (2:09.12).[62]
  - A brazil César Cielo Filho 23.10 másodperces időeredménnyel megnyeri a férfi 50 méteres pillangóúszást; a második helyen az ausztrál Matthew Targett (23.28), a harmadik helyen pedig a szintén ausztrál Geoff Huegill (23.35) zár.[63]
  - Az amerikai Dana Vollmer szerezi meg az aranyérmet a 100 méteres női pillangóúszásban, az ausztrál Alicia Coutts a második, míg a kínai Lu Jing a harmadik helyen végez. (Ebben a versenyszámban Dara Eszter 1:00.69 perces idővel a 36. helyet szerezte meg.)[64]
  - A magyar női vízilabda-válogatott 17–13-ra legyőzi Spanyolországot a 9–12. helyéért folytatott helyosztón.[65]
  - Bernek Péter nem jut be az elődöntőbe a 100 méteres hátúszásban, aki új egyéni csúccsal, 55.32 másodperces időeredménnyel a 34. helyen zár az előfutamok során.[66]
- július 26. – A sanghaji úszó-világbajnokságon:
  - Az amerikai Ryan Lochte 1:44.44 perces időeredménnyel nyeri a 200 méteres férfi gyorsúszó számot, megelőzve a későn hajrázó honfitársat, Michael Phelpst. Harmadikként a német Paul Biedermann ér be a célba.[67]
  - Csao Csing révén kínai aranyérem születik a 100 méteres női hátúszásban, az ezüstérmet az orosz Anasztaszija Zujeva, míg a bronzot a szám korábbi kétszeres olimpiai és világbajnoka, az amerikai Natalie Coughlin szerzi meg.[68]
  - A dán Lotte Friis 15:49.59 perces időeredménnyel nyeri az 1500 méteres női gyorsúszó számot. A második helyen az amerikai Kate Ziegler végez, harmadikként a kínai Li Hszüan-hszü ér be a célba.[69]
  - A két francia favorit, Jérémy Stravius és Camille Lacourt is azonos idővel, 52.76 másodperccel csap célba a férfi 100 méteres hátúszó számának döntőjében, így holtversenyben, két győztest hirdetnek. A harmadik helyen a japán Irie Rjoszuke ér célba.[70]
  - Az amerikai Rebecca Soni 1:05.05 perces időeredménnyel nyeri mag a női 100 méteres mellúszó számot, megelőzve ausztrál Leisel Jonest és kínai riválisát, Csi Li-pinget.[71]
- július 27. – A sanghaji úszó-világbajnokságon:
  - Kozma Dominik összesítésben a 27. időeredményt (49.49) éri el a 100 méteres gyorsúszás előfutamában, ezzel nem jutott tovább az elődöntőbe.[72]
  - Biczó Bence a nyolcadik helyen végez a 200 méteres férfi pillangóúszás döntőjében, ahol a finálét Michael Phelps nyeri meg, megelőzve a japán Macuda Takesit és a kínai Vu Penget.[73]
  - A címvédő Federica Pellegrini nyeri a 200 méteres női gyorsúszás döntőjét, aki az ausztrál Kylie Palmert és a francia Camille Muffat-t megelőzve lett aranyérmes.[74]
  - Kis Gergő a harmadik helyen végez a 800 méteres férfi gyorsúszás fináléjában, lemaradva a kínai Szun Jang és a kanadai Ryan Cochrane mögött.[75]
  - A brazil Felipe França da Silva szerezi meg az aranyérmet a férfi 50 méteres mellúszás döntőjében, aki az olasz Fabio Scozzolit és a dél-afrikai világcsúcstartó Cameroon van der Burght előzte meg.[76]
- július 28.
  - A törökországi Trabzonban, új – 84.41 m-es – világcsúccsal aranyérmet szerez az Európai Ifjúsági Olimpiai Fesztiválon (EYOF) Pásztor Bence kalapácsvető.[77]
  - A sanghaji úszó-világbajnokságon:
    - A magyar férfi vízilabda-válogatott – hiába vezetett már négy góllal is a szerbek elleni elődöntőben, végül – hosszabbításban 15–14-es vereséget szenved, így a bronzéremért játszik  Horvátország csapatával.[78]
    - Cseh László – a magyar küldöttség harmadik bronzérmét megszerezve – a harmadik helyen végez a férfi 200 méteres vegyes úszás döntőjében. Az aranyat világcsúccsal az amerikai Ryan Lochte szerezi meg honfitársát, Michael Phelpset megelőzve.[79]
    - Az ausztrál James Magnussen nyeri meg a férfi 100 méteres gyorsúszás döntőjét, a második helyen a kanadai Brent Hayden, míg a harmadikon a francia William Meynard végez. (A címvédő brazil César Cielo Filho csak negyedikként ért célba.)[80]
    - Jakabos Zsuzsanna 2:06.35-ös idővel egyéni csúcsot dönt a női 200 méteres pillangóúszás döntőjében, ezzel a 6. helyet szerezi meg. A számot a kínai Csiao Liu-jang nyeri meg 2:05.55-tel, mögötte a brit Ellen Gandy és honfitársa, Liu Ce-ko végez.[81]
    - Az orosz Anasztaszija Zujeva nyeri meg a női 50 m hátúszás döntőjét. A dobogóra a japán Terakava Aja és az amerikai Melissa Franklin áll még fel.[82]
    - Bernek Péter 1:58.14 perces idővel a tizedik helyen végez a férfi 200 m hátúszás elődöntőjében, így nem jut tovább a fináléba.[83]
    - A Mutina Ágnes, Verrasztó Evelyn, Hosszú Katinka, Jakabos Zsuzsanna összetételű magyar csapat az ötödik helyen végez a női 4x200 méteres gyorsváltók döntőjében. Az  Egyesült Államok váltója nyeri meg a versenyt, második  Ausztrália, harmadik a házigazda  Kína lett.[84]
- július 29.
  - A Kolumbiában zajló 2011-es U20-as labdarúgó-világbajnokság nyitónapja, ahol az angol válogatott gól nélküli döntetlent játszik Észak-Koreával.[85]
  - A sanghaji úszó-világbajnokságon:
    - Az orosz válogatott szerezi meg a bronzérmet a világbajnokság női vízilabdatornáján, miután a 3. helyért lejátszott mérkőzésen 8–7-re legyőzi Olaszországot.[86]
    - Cseh László nem jut be a döntőbe 100 méter pillangón, aki 52.18-cal a kilencedik legjobb időt éri el az elődöntőben. (A leggyorsabb az amerikai Michael Phelps volt.)[87]
    - A fehérorosz Aljakszandra Heraszimenija és a dán Jeanette Ottesen egyszerre csapnak a falhoz a női 100 méteres gyorsúszás döntőjében, így mindkét versenyző aranyérmet szerez. A bronzérem a holland Ranomi Kromowidjojóé lett.[88]
    - Az amerikai Ryan Lochte nyeri meg a férfi 200 méteres hátúszás fináléját, a második helyen a japán Irie Rjoszuke, míg a harmadikon honfitársa, Tyler Clary végez.[89]
    - Az amerikai Rebecca Soni győzelmével ér véget a női 200 méteres mellúszás döntője, ahol az ezüstérmet az orosz Julija Jefimova, míg a bronzérmet a kanadai Martha McCabe szerzi meg.[90]
    - A görög női vízilabda-válogatott szerzi meg a világbajnoki címet, miután 9–8-ra verik  Kína együttesét.[91]
    - Gyurta Dániel a férfi 200 méteres mellúszás döntőjében megvédi világbajnoki címét, a második helyen a szinte végig vezető Kitadzsima Koszuke csap a célba, a bronzérmet a német Christian Vom Lehn szerzi meg.[92]
    - A Michael Phelps, Peter Vanderkaay, Richard Berens, Ryan Lochte összeállítású amerikai csapat nyeri meg a férfi 4x200 méteres gyorsváltót, megelőzve a francia és a kínai együttest.[93]
- július 30.
  - A 2014-es labdarúgó-világbajnokság selejtezőinek sorsolása a brazíliai Rio de Janeiróban. (A magyar labdarúgó-válogatottat a D-csoportba sorsolták a világbajnokság selejtezőin. Csoportellenfelek: Hollandia, Törökország, Románia, Észtország és Andorra.)[94]
  - Az 54 kg-os súlycsoportban szereplő Herczeg Norbert ezüstérmet szerez a kazahsztáni junior ökölvívó-világbajnokságon.[95]
  - Hat érmet, köztük három aranyat szereznek a magyar versenyzők a németországi Brandenburg an der Havelben zajló ifjúsági kajak-kenu világbajnokság 1000 m-es döntői során. (A leány kajakosoknál első lett Farkasdi Ramóna, valamint a Takács Tamara, Hagymási Réka duó, a fiúknál pedig a kenus Korisánszky Dávid. A Varga Patrik, Viola Viktor, Bodonyi András, Szalay Bence összeállítású kenus kvartett másodikként, Noé Bálint (K-1) és a Solti László, Csontos Csaba kajak páros pedig harmadikként ért célba.)[96]
  - A Gyulai István atlétikai emlékversenyen Pars Krisztián – az ötödik sorozatban elért 79,37-es dobásával – megnyeri a kalapácsvetést,[97] Kővágó Zoltán az első helyen végez diszkoszvetésben,[98] míg Deák Nagy Marcell a 400 méteres síkfutásban a második,[99] Kazi Tamás pedig 800 méteren a harmadik helyen végez.[100]
  - A sanghaji úszó-világbajnokságon:
    - A magyar férfi vízilabda-válogatott érem nélkül marad, miután a harmadik helyért lejátszott mérkőzésen 12–11-re kikapott a horvátoktól.[101]
    - Kapás Boglárka – a Risztov Éva által 2002-ben úszott, 8:28.06 perces országos csúcsot megdöntve – 8:24,79-es idővel az ötödik helyen zár a női 800 m gyorson.[102] Az aranyérmet a brit Rebecca Adlington szerzi meg, miután az utolsó 25 méteren „ellépett” a dán Lotte Friistől; a harmadik helyen az amerikai Kate Ziegler ér célba.[103]
    - Az amerikai Natalie Coughlin, Rebecca Soni, Dana Vollmer, Melissa Franklin összeállítású csapat meggyőző fölénnyel nyerte meg a női 4x100 méteres vegyes váltó döntőjét; a második helyet a házigazda kínaiak szerzik meg, a harmadik pedig Ausztrália lett.[104]
    - Michael Phelps nyeri meg a férfi 100 méteres pillangóúszás döntőjét. (Az amerikai klasszisnak ez a 25. világbajnoki aranyérme.)[105]
    - Az amerikai Melissa Franklin 2:05.10-es idővel megnyeri a női 200 méteres hátúszás döntőjét, maga mögé szorítva az ausztrál Belinda Hockingot és a holland Sharon van Rouwendaalt.[106]
    - A brazil César Cielo Filho – 21,52-es idővel – az első helyen végez a férfi 50 méteres gyorsúszás döntőjében, megelőzve az olasz Luca Dottót és a francia Alain Bernardot. Takács Krisztián – a 21.99-es időeredményével – a 6. helyen zár.[107]
    - A női 50 m mellúszás győztese az amerikai Jessica Hardy, aki 30.40-es idejével megelőzi honfitársát, Rebecca Sonit és az orosz Julija Jefimovat.[107]
    - A holland Inge Dekker nyeri a női 50 m pillangóúszás döntőjét, míg a második helyen a svéd Therese Alshammar, a harmadikon pedig a francia Melanie Henique ér célba.[108]
    - Az olasz válogatott nyeri meg a férfi vízilabdatornát, miután a döntőben hosszabbítást követően 8–7-re legyőzi a címvédő szerbeket.[109]
- július 31.
  - 2011-es Formula–1 magyar nagydíj, Budapest, Mogyoród.
  - Székely Lilla 50 méteres búvárúszásban a 6. helyen végez Hódmezővásárhelyen, a 16. uszonyos- és búvárúszó-világbajnokság nyitó napján.[110]
  - A sanghaji úszó-világbajnokságon:
    - Az amerikai Jessica Hardy nyeri meg a női 50 méteres mellúszás döntőjét, második az orosz Julija Jefimova, míg a bronzérmet Hardy honfitársa, Rebecca Soni szerezi meg.[111]
    - Verrasztó Dávid 4:15,67-es idővel a hatodik helyen végez a férfi 400 méteres vegyes úszás döntőjében, ahol a számot az amerikai Ryan Lochte nyeri, megelőzve honfitársát, Tyler Clary-t és a japán Horihata Juját.[112]
    - A svéd Therese Alshammar nyeri meg 24,14 másodperces idővel a női 50 m gyors döntőjét, megelőzve a két holland társát, Ranomi Kromowidjojót és Marleen Veldhuist.[113]
    - A brit Liam Tancock nyeri a férfi 50 méteres hátúszást, megelőzve a francia Camille Lacourt-t és a dél-afrikai Gerhard Zandberget.[114]
    - A férfi 1500 méteres gyorsúszás döntőjét – 14:34,14-es világcsúccsal – a kínai Szun Jang nyeri, megelőzve a kanadai Ryan Cochrane és a 14:45,66-dal országos csúcsot úszó Kis Gergőt.[115]
    - A 18 éves Elizabeth Beisel nyeri meg a női 400 m vegyes úszást – amely számban Hosszú Katinka volt a címvédő –, aki két és fél másodperccel előzte meg a másodikként beérő Hannah Mileyt, míg az ausztrál Stephanie Rice a harmadik helyen végez.[116]
    - Az  Egyesült Államok csapata nyeri a vb utolsó versenyszámát, a férfi 4x100 méteres vegyes váltót, az ezüstérmet  Ausztrália, a bronzérmet  Németország váltója szerzi meg.[117]

### Augusztus
- augusztus 5. – Kubatov Géza 83 kg-ban aranyérmet szerez a plzeni fekvenyomó-Európa-bajnokság döntőjében, míg Szabó Ágnes a plusz 84 kilogrammos kategóriában a bronzérmet mondhatja magáénak.[118]
- augusztus 6. – A diszkoszvető Kővágó Zoltán 66.29 méteres eredményével a második helyen végez a londoni Gyémánt Liga-viadalon.[119]
- augusztus 7.
  - Sidi Péter megvédi címét a férfi kisöbű szabadpuska 3x40 lövéses összetett számban a belgrádi sportlövő-Európa-bajnokságon.[120]
  - Kővágó Zoltán 67,17 méteres dobásával győzelmet arat a 116. atlétikai országos bajnokság második napján, Szekszárdon.[121] Ugyanitt Pars Krisztián 80,63 méteres dobással nyeri meg a kalapácsvetést.[122]
- augusztus 11.
  - Sidi Péter a második helyen végez a standard puska 300 méteres versenyében a belgrádi Európa-bajnokságon.[123]
  - Az U20-as válogatottal megegyező magyar férfi vízilabda-válogatott, 13–10-es vereséget szenved  Japán csapatától az egyetemisták és főiskolások világjátékán (Universiade), a kínai Sencsenben. (A hivatalos megnyitóra augusztus 12-én került sor, de a vízilabdázók már ezen a napon vízbe szálltak.)[124]
- augusztus 12–23. – A 2011-es nyári Universiade a kínai Sencsenben.
- augusztus 12.
  - Három bronzérmet szerez a magyar női birkózó-válogatott a varsói kadett Európa-bajnokságon. (A 49 kilósok között Dénes Mercédesz, a 60 kg-os súlycsoportban Szabó Eliána, míg a 70 kg-os kategóriában Németh Zsanett állhatott fel a dobogó harmadik fokára.)[125]
  - A spanyolországi Naviában megrendezésre kerülő juniorkorú hosszútávúszók Európa-bajnokságán Olasz Anna bronzérmet szerez 5 kilométeren.[126]
- augusztus 14.
  - A magyar férfi kosárlabda-válogatott 102–53-as vereséget szenved az Egyesült Államokkal szemben a kínai Sencsenben zajló Universiadén.[127]
  - Cseh László 200 m-es pillangóúszásban, 1:55.86 perces eredménnyel aranyérmet szerez az egyetemisták és főiskolások világjátékán, míg Szényi Péter a párbajtőrvívók egyéni küzdelmében szintén az első helyen végez az Universiadén.[128]
- augusztus 17–21. – Szegeden rendezik a 2011-es síkvízi kajak-kenu világbajnokságot.
- augusztus 17.
  - A magyar férfi vízilabda-válogatott az Universiadén 8–7-es vereséget szenved a nyolcaddöntőben az amerikai csapattól, így a 9-14. helyért száll vízbe Székely Bulcsú együttese.[129]
  - 1:57.85 perces időeredménnyel aranyérmet nyer a 200 méteres vegyesúszásban Cseh László a kínai Universiadén, aki az előfutamból a második legjobb idővel jutott a döntőbe.[130]
  - A Szényi Péter, Budai Dániel, Hanczvikkel Márk összetételű férfi párbajtőrcsapat bronzérmet szerez az egyetemista és főiskolás sportolók világjátékán Kínában.[130]
- augusztus 18.
  - A sencseni universiadén Deák Nagy Marcell – 45.50 másodperces időeredménnyel – 400 méteres síkfutásban aranyérmet szerez,[131] míg Cseh László 400 m vegyesen végez az első helyen.[132] Ugyanitt a súlyemelő Nagy Péter ezüstérmes a +105 kilósok mezőnyében.[133]
  - A magyar férfi kosárlabdázók 77–73-ra kikapnak az egyetemista és főiskolás sportolók világjátékán  Dél-Korea csapatától, így nyeretlenül zárják a csoportkört.[134]
  - A szegedi kajak-kenu világbajnokságon – a középfutamok során – a K–1 1 000 m-es számában rajthoz álló Dombvári Bence nem jut be az A-döntőbe, és így lemaradt az itt megszerezhető olimpiai kvótáról.[135]
- augusztus 19–21. – Széchy Tamás uszoda ad otthont a műugró országos bajnokságnak.
- augusztus 19.
  - Bronzérmet nyer Földházi Zsófia az ifjúsági korú öttusázók isztambuli világbajnokságán.[136]
  - Ezüstérmet szerez 71.33 méteres országos csúccsal a kalapácsvető Orbán Éva a kínai Sencsenben zajló Universiadén.[137]
  - A síkvízi kajak-kenu világbajnokságon:
    - A Szabó Gabriella, Kozák Danuta, Kovács Katalin, Benedek Dalma összetételű magyar csapat meggyőző fölénnyel megnyeri a női kajak négyesek 500 méteres döntőjét.[138]
    - Vajda Attila taktikus versenyzéssel megnyeri a kenu egyesek 1 000 méteres versenyét.[139]
    - A Sáfrán Mátyás, Sáfrán Mihály, Vasbányai Henrik, Németh Szabolcs összetételű magyar kvartett a – második helyet megszerző – románoktól mindössze néhány századdal lemaradva harmadik lesz a kenu négyesek 1 000 méteres döntőjében, ahol az aranyérmet a fehérorosz egység szerezi meg.[140]
    - Sarudi Alíz és Medveczky Erika összeállítású kajakos magyar egység harmadik helyen végez 1 000 méteren a német és a bolgár duó mögött.[141]
    - Csipes Tamara 1 000 méteren megnyeri a női kajak egyesek versenyét, ahol az amerikai színekben induló Fazekas Zur Krisztina másodikként, az ausztrál Naomi Floodé pedig harmadikként ér célba.[142]
    - A férfi kajak egyesek 1 000 méteres versenyét a kanadai Adam Van Koeverden,[143] a kajak kettesek 1 000 m-ét a Gelle Péter, Vlček Erik összetételű szlovák duó,[144] míg a férfi kenu kettesek 500 méteres távját a román Liviu-Alexandru Dumitrescu-Lazăr, Victor Mihalachi kettős nyeri meg.[145]
- augusztus 20.
  - A Mexikóban zajló 2011-es U20-as labdarúgó-világbajnokság zárónapja, mely a brazil válogatott győzelmével ért véget.
  - A spanyolországi Vuelta ciclista a España nyitónapja.
  - A síkvízi kajak-kenu világbajnokságon:
    - A Tóth Dávid, Kulifai Tamás kettős aranyérmet szerez férfi K–2 500 méteres távján, Kozák Danuta másodikként ér célba a német Nicole Reinhardt mögött a női K–1 500 méterében, míg a Takács Kincső, Baravics Gyöngyvér duó a harmadik helyen végez C–2 500 méteres versenyében.[146]
    - A Kammerer Zoltán, Vereckei Ákos, Kucsera Gábor, Boros Gergely alkotta magyar kajak négyes a hetedik helyen végez 1 000 méteren.[147] (A versenyt a német kvartett nyerte 2:47.734-es időeredménnyel.)[148]
    - A Kovács Katalin, Csipes Tamara kajak kettős a negyedik helyen végez 500 méteren.[147] (A dobogó tetejére az osztrák Yvonne Schuring, Viktoria Schwarz kettős állhatott fel.)[149]
    - A férfi C–2 1 000 méteres fináléját a német Stefan Holtz, Tomasz Wylenzek duó nyeri.[150]
    - A férfi K–1 500 méteres döntőjét a lengyel Marek Twardowski,[151] míg a C–1 500 méteres versenyét az orosz Vlagyimir Fedoszenko nyeri.[152]
- augusztus 21. – A síkvízi kajak-kenu világbajnokságon:
  - A női kajak egyes 200 méteres számát az új-zélandi Lisa Carrington nyeri,[153] míg a C–1 200 méterét a kanadai Laurence Vincent-Lapointe.[154]
  - A férfi C–1 200 méteres futamát az azeri színekben induló ukrán Valentin Demjanenko nyeri.[155]
  - A francia Arnaud Hybois, Sébastien Jouve összeállítású csapat nyeri a férfi K–2 200 méteres döntőjét,[156] míg a C–2 200 méterét a litván Raimundas Labuckas, Tomas Gadeikis kettős.[157]
  - A férfi K-1 200 méteres döntőjét a lengyel Piotr Siemionowski nyeri, míg a magyar Molnár Péter a 8. helyen ér célba.[158]
  - Mihajlo Kosman révén ukrán aranyérem születik a kenu egyesek 5 000 méteres látványos küzdelmében. A magyar induló, Varga Dávid a 9. helyen végez.[159]
  - A németek klasszisa, Max Hoff nyeri meg a férfi kajakosok 5 000 méteres versenyszámát; a magyar Pauman Dániel Máté a 9. helyen ér célba.[160]
  - Csipes Tamara megszerzi az aranyérmet a női kajakosok 5 000 méteres versenyszámában.[161]
  - A Kovács Katalin, Kozák Danuta duó megnyeri a női kajak kettesek 200 méteres versenyét.[162]
  - A nyolcadik helyen zár a Dudás Miklós, Gyertyános Gergely, Tótka Sándor, Kadler Viktor összeállítású magyar férfi kajak egyesek váltója. (A döntőt a spanyol váltó nyeri, megelőzve az oroszokat és a dánokat.)[163]
  - A női kajak egyesek – Paksy Tímea, Kozák Danuta, Kovács Katalin, Vad Ninetta összeállítású – magyar váltója a 4. helyen zár, míg a Bozsik Attila, Horváth Gábor, Foltán László, Lantos Ádám összeállítású férfi kenusok – egy kizárásnak köszönhetően – a 6. helyen végeznek 4x200 m-en.[164]
- augusztus 22. – Bronzérmet nyer a sportlövő Veres Kata a kisöbű sportpuska 3x20 lövéses összetett számban,[165] míg a tekvandósoknál a 62 kilogrammosok kategóriájában Kotsis Edina, a +87 kilósok között pedig Tóth Balázs szerez szintén bronzérmet a kínai Sencsenben zajló Universiadén.[166]
- augusztus 23–28. – Szombathelyen, az Aréna Savariában rendezik meg a kadett birkózó-világbajnokságot.[167]
- augusztus 23. – A 48 kg-osoknál Csernoviczki Éva bronzérmet nyer a párizsi, olimpiai kvalifikációs cselgáncs-világbajnokságon, miután legyőzte a belga Charline Van Snicket.[168]
- augusztus 26.
  - A 70 kg-osok mezőnyében Mészáros Anett bronzérmet szerez a párizsi cselgáncs-világbajnokságon, aki a harmadik helyért a szlovén Rasa Srakát győzte le,[169] ugyanakkor a 78 kg-os Joó Abigél a hetedik helyen zár.[170]
  - 2011-es UEFA-szuperkupa, Monaco.
- augusztus 26 – szeptember 21. – 2011-es sakkvilágkupa, Hanti-Manszijszk (Oroszország)
- augusztus 27.
  - Török Zsolt ezüstérmet szerez a Szombathelyen zajló kadet birkózó-világbajnokságon a kötöttfogásúak 85 kg-os súlycsoportjában.[171]
  - A 2011-es atlétikai világbajnokság nyitónapja a dél-Koreai Teguban.
- augusztus 28.
  - Ezüstérmes a magyar válogatott a madridi női ifjúsági vízilabda Európa-bajnokságon, miután 11–4-re kikaptak a görögöktől. A torna harmadik helyén a – 12–8-ra, Oroszország fölött diadalmaskodó – spanyol válogatott végzett.[172]
  - A kötöttfogásúak 63 kg-os súlycsoportjában Daher Michel ezüst-, míg a 46 kilós Lévai Zoltán bronzérmet szerez a szombathelyi kadet birkózó-világbajnokságon.[173]
  - 2011-es Formula–1 belga nagydíj, Spa-Francorchamps.
- augusztus 29.
  - Pars Krisztián 81.18 méterrel a második helyen végez a dél-koreai Teguban zajló atlétikai világbajnokságon a férfi kalapácsvetés döntőjében. A győztes – 81.24-gyel – a japán Murofusi Kodzsi, míg – 79.39-cel – a harmadik helyet a szlovén Primož Kozmus szerzi meg.[174]
  - A 2011-es US Open nyitónapja az egyesült államokbeli New Yorkban.

### Szeptember
- szeptember 1–4. – A belga Gent városa ad otthont a tornász-világkupának.
- szeptember 1–11. – 2011-es FIFA strandlabdarúgó-világbajnokság, Olaszország.
- szeptember 2.
  - A magyar férfi junior vízilabda-válogatott nem jut be a görögországi Vóloszban zajló világbajnokság legjobb négy csapata közé, miután a negyeddöntőben 8–14-es vereséget szenvedett a házigazda görög együttestől.[175]
  - A magyar labdarúgó-válogatott 2–1-es győzelmet arat Svédország ellen a hazai Eb-selejtezőn.[176]
- szeptember 3–18. – 2011-es férfi kosárlabda-Európa-bajnokság, Litvánia.
- szeptember 4.
  - A 2011-es atlétikai világbajnokság zárónapja.
  - Berki Krisztián ezüstérmes lólengésben a tornászok genti világkupáján.[177]
  - A voloszi junior-világbajnokságon a magyar férfi vízilabda-válogatott 11–8-ra kikap Montenegrótól, ezzel pedig a 8. helyen végez.[178]
- szeptember 6.
  - Az olasz U21-es labdarúgó-válogatott Székesfehérvárott – az Európa-bajnoki selejtező sorozatban – 3–0-ra veri a magyarok együttesét.[179]
  - Moldovában a magyar labdarúgó-válogatott 2–0-s győzelmet arat a házigazdák felett, az Európa-bajnoki selejtezőn.[180]
- szeptember 7.
  - Az izraeli hosszútávúszó-Európa-bajnokság nyitónapján – az Eb 10 kilométeres számában – Gercsák Csaba a 8. helyen végez.[181]
  - A jaroszlavli légi katasztrófában a Lokomotyiv Jaroszlavl jégkorongcsapatának játékosai és szakmai stábja életét veszíti. (A szerencsétlenséget ketten élték túl, egyikük a jégkorongos Alekszandr Szaidgerejevics Galimov.)[182]
- szeptember 8–14. – Moszkvában rendezik a 2011-es öttusa-világbajnokságot.[183]
- szeptember 10–11. – 2011-es magyar torna bajnokság.
- szeptember 10–18. – 2011-es férfi röplabda-Európa-bajnokság, Ausztria és Csehország.
- szeptember 11.
  - 2011-es Formula–1 olasz nagydíj, Monza.
  - A 2011-es US Open zárónapja.
  - A 2011-es Vuelta ciclista a España zárónapja.
  - Az ötödik helyen végez 25 kilométeren Gercsák Csaba a hosszútávúszók izraeli Európa-bajnokságának befejező napján.[184]
- szeptember 17. – Ezüstéremmel fejezi be szereplését a magyar junior női vízilabda-válogatott a trieszti világbajnokságon, miután 9–11-es vereséget szenved el  Spanyolország együttesétől.[185]
- szeptember 18.
  - A hatodik helyen zár a magyar U17-es vízilabda-válogatott a fiumei férfi ifjúsági Európa-bajnokság zárónapján, miután elveszítette utolsó mérkőzését. A szerb együttes 10–9-re győzött az 5. helyért vívott összecsapáson.[186]
  - A 81 kg-os Tóth Krisztián bronzérmet nyer a belgiumi Lommelben rendezett junior cselgáncs Európa-bajnokságon.[187]
- szeptember 19–25.
  - 2011-es országútikerékpár-világbajnokság, Koppenhága.
  - Montpellierben rendezik a 2011-es ritmikusgimnasztika-világbajnokságot.[188]
- szeptember 23. – U17-es magyar labdarúgó-válogatott győzelemmel kezdi szereplését a hazai rendezésű Európa-bajnoki selejtező tornán, miután 4–1-re nyer  Fehéroroszország ellen.[189]
- szeptember 24.
  - 2011-es női röplabda-Európa-bajnokság nyitónapja. (Olaszország és Szerbia közös rendezésében.)
  - Kállai Zoltán lólengésben ezüst-, Nagy Orsolya pedig ugrásban bronzérmet nyer a tornászok maribori világkupájának első döntős napján.[190]
  - A budapesti Gerevich Aladár Nemzeti Sportcsarnokban Szilágyi Áron, illetve – címét megvédve – Benkó Réka végez az első helyen a kardozók egyéni országos bajnokságán.[191]
- szeptember 25.
  - 2011-es Formula–1 szingapúri nagydíj, Szingapúr.
  - U17-es magyar labdarúgó-válogatott 4–0-ra nyeri az Európa-bajnoki selejtező tornát  Andorra együttese ellen.[192]
  - Az 57 kg-os Karakas Hedvig aranyérmet nyer az olimpiai kvalifikációs cselgáncsvilágkupa almati állomásán.[193]
- szeptember 28. – A magyar U17-es labdarúgó-válogatott 3–2-re legyőzi  Norvégia együttesét, így mindhárom mérkőzését megnyerve csoportelső a hazai rendezésű Eb-selejtezős minitornán. (A csoport végeredménye: az első helyen végez  Magyarország 9 ponttal,  Fehéroroszország a második 6 ponttal, mögötte  Norvégia végez 3 és  Andorra 0 ponttal. A 2012-es szlovéniai Eb-n hét csapat vehet részt a rendező válogatottja mellett.)[194]

### Október
- október 1. – Lubics Szilvia magyar amatőr futó 29:07:45-ös idővel nyeri a 246 kilométeres Spartathlont a nők között. A versenyen hét magyar ultrafutó ér célba.[195]
- október 2. – A 2011-es női röplabda-Európa-bajnokság zárónapja.
- október 7–16. – Tokióban rendezik a tornász-világbajnokságot.[196]
- október 8. – A 20. helyet szerzi meg a Divéky Luca, Böczögő Dorina, Austin Sheppard, Lónai Hajnalka, Gombás Laura, Nagy Orsolya összeállítású női csapat a tornászok tokiói olimpiai kvalifikációs világbajnokságán.[197]
- október 9.
  - 2011-es Formula–1 japán nagydíj, Szuzuka. Sebastian Vettel ugyancsak a 3. helyen végez, ennek ellenére behozhatatlan előnye miatt 4 futammal a szezon vége előtt megvédi világbajnoki címét és ezzel mindössze 24 évesen és 98 naposan minden idők legfiatalabb 2-szeres világbajnoka lett (ezt egyébként Fernando Alonso 2006-os címvédésétől vette át).
  - A férfi csapatverseny 21. helyén végez a Berki Krisztián, Hidvégi Vid, Rácz Attila, Vlacsil Attila, Babos Ádám, Kállai Zoltán alkotta magyar együttes a tornászok világbajnokságán.[198]
- október 11. – A negyeddöntőben vereséget szenvedt a német Nicolas Limbachtól, ezzel a hatodik helyen végzett a férfi kardozók versenyén Szilágyi Áron a cataniai vívó-világbajnokságon.[199]
- október 14. – A japán Ucsimura Kohej nyeri a férfi egyéni összetettet a tokiói torna-világbajnokságon, ezzel ő az első férfi tornász, akinek ebben a számban sikerült egymást követő három vb-n aranyérmet szereznie. (A német Philipp Boy lett a második, a szintén japán Jamamuro Kodzsi pedig a harmadik.)[200]
- október 15. – A tokiói olimpiai kvalifikációs torna-világbajnokságon Berki Krisztián lólengésben megvédi a világbajnoki címét, míg Hidvégi Vid a 4. helyen végez.[201]
- október 16. – 2011-es Formula–1 koreai nagydíj, South Jeolla.
- október 17. – Az U15-ös magyar labdarúgó-válogatott 3–2-es győzelmet arat  Szlovákia korosztályos csapata felett. (Első külföldön lejátszott mérkőzésén Hursán György duplázott, míg az első magyar gólt Popov Patrik szerezte.)[202]
- október 20. – A magyar U15-ös labdarúgó-válogatott Lipóton lejátssza második mérkőzését a szlovák korosztályos csapat ellen, amelyet 2–0-ra elveszített.[203]
- október 29–30. – A szombathelyi Arena Savariában rendezik a tornászok III. Magyar Grand Prix-ját.[204]
- október 30. – 2011-es Formula–1 indiai nagydíj, Jaypee Group Circuit.

### November
- november 8. – A női 63 kg-ban az orosz Szvetlana Carukajeva győz a franciaországi súlyemelő-világbajnokságon, ahol a 31 indulót felvonultató mezőnyben Nagy Nikoletta kétmázsás összetett eredményével a teljes rangsorban a 17. lett.[205]
- november 9. – Krutzler Eszter 226 kilogrammos összteljesítménnyel a 17. helyen zár a nők 69 kg-os kategóriában, a franciaországi olimpiai kvalifikációs súlyemelő-vb-n.[206]
- november 10. – Bazsó Bianka a női 75 kilogrammos kategóriában – 194 kg-mal összetettben – a 23. helyen végez a párizsi súlyemelő-vb-n. (Az orosz Nagyezsda Jevsztyuhina 293 kg-gal az első helyen végez összetettben.)[207]
- november 11–13.
  - A bukaresti Romexpo Kiállítási Centrumban rendezik a 7. aerobik Európa-bajnokságot.[208]
  - A százhalombattai Kiss László Sportuszodában rendezik a országos rövid pályás úszóbajnokságot.[209]
- november 12–13. – A kecskeméti Messzi István Sportcsarnokban rendezik meg a 2011-es magyar cselgáncs bajnokságot.[210]
- november 13.
  - 2011-es Formula–1 abu-dzabi nagydíj, Abu-Dzabi.
  - Nagy Péter 415 kilós összteljesítménnyel a 8. helyen végez a férfiak plusz 105 kg-os versenyében a párizsi súlyemelő-világbajnokság zárónapján.[211]
- november 16–21. – Hévízen rendezik a 61. férfi országos sakkbajnokságot,[212] melynek győztese Erdős Viktor lett.[213]
- november 17–24. – Birminghamben rendezik a 2011-es akrobatikustorna-világbajnokságot.[214]
- november 18. – Zámbori Bence arany-, míg az ugyancsak 66 kg-os Gorjánácz Zsolt bronzérmet szerez az oroszországi Tyumenyben zajló U23-as cselgáncs Európa-bajnokságon.[215]
- november 19.
  - A 81 kg-os Tóth Krisztián arany-, míg a 63 kg-os Gáspár Eszter bronzérmet nyer a tyumenyi utánpótlás Eb-n.[215]
  - Szabó Nikoletta a 70 kg-osok között bronzéremmel zár az angliai Crawley-ben rendezett paracselgáncs Európa-bajnokság zárónapján. (A plusz 100 kg-os súlycsoportban Papp Gábor az ötödik helyen végzett.)[216]
- november 20.
  - A 78 kg-ban címvédő Joó Abigél aranyérmet szerez az oroszországi U23-as cselgáncs-Eb záró napján.[217]
  - Demeter Bence a negyedik helyen végez a junior öttusázók Buenos Aires-i világbajnokságán. (Demeter Gergely 23., Harangozó Bence pedig 36. lett, míg a magyar csapat hatodikként zárta a versenyt.)[218]
- november 27. – 2011-es Formula–1 brazil nagydíj (a világbajnokság utolsó futama), São Paulo. Véget ér a 2011-es Formula–1-es világbajnokság, amit Sebastian Vettel nyer 392 ponttal (már októberben megszerezte), 2. Jenson Button 270 ponttal, 3. Mark Webber 258 ponttal, 4. Fernando Alonso 257 ponttal, 5. Lewis Hamilton 227 ponttal, őket pedig Felipe Massa, Nico Rosberg és Michael Schumacher követi. A konstruktőri világbajnokságot a Red Bull Racing nyeri 650 ponttal, 2. a McLaren, míg a 3. a Ferrari lett.

### December
- december 2. – Molnár Ákos a második helyen végez 100 m mellen az eindhoveni nemzetközi úszóviadal első napján. (Molnár 1:01.47 mp-cel csapott a célba, nála csak az 1:01.02-vel végző német Hendrik Feldwerh volt gyorsabb. A harmadik helyen a holland Lennart Stekelenburg zárt.)[219]
- december 2–4. – A rövidpályás gyorskorcsolyázók Világkupája Japánban.[220][221]
- december 3–16. – 2011-es női kézilabda-világbajnokság, Brazília.
- december 4. – Az eindhoveni nemzetközi úszóviadalon Molnár Ákos – 2:12.89-es időeredménnyel – ezüstérmet szerez a 200 méteres mellúszásban.[222]
- december 8–11. – Szczecinben rendezik a rövid pályás úszó-Európa-bajnokságot, ahol 13 férfi és kilenc női magyar úszó alkotta válogatott áll rajthoz.[223]
- december 8–18. – 2011-es FIFA-klubvilágbajnokság, Japán.
- december 8. – A Szczecinben zajló a rövid pályás úszó Európa-bajnokságon Cseh László aranyérmet szerez a férfi 200 méteres vegyes úszás számában,[224] a címvédő Verrasztó Evelyn a második helyen végez női 200 vegyesen,[225] míg Bernek Péter – 1:51.21-es eredménnyel, új országos csúcsot úszva – bronzérmes a férfi 200 méteres hátúszásban.[226]
- december 9. – Cseh László 4:01.68-cal nyeri a férfiak 400 méter vegyes számát, míg Verrasztó Dávid 1.35 mp-cel lemaradva tőle a második helyen végez.[227]
- december 9–11. – A rövid pályás gyorskorcsolyázók Sanghajban zajló világkupája,[228] ahol 1500 méteren Heidum Bernadett nyolcadikként zár.[229]
- december 10. – Cseh László 1:50.87-es országos csúccsal a 200 méteres pillangón győzedelmeskedik,[230] ugyanakkor Jakabos Zsuzsanna 59.72-es idővel a női 100 méteres vegyes úszásban ezüstérmet,[231] Takács Krisztián pedig férfi 100 méter gyorson bronzérmet szerez.[232]
- december 11. – A szczecini rövid pályás-Eb-n Cseh László a férfi 200 méteres gyorsúszásban – nagyszerű hajrával, 1:43.71-es idővel – harmadikként ér célba,[233] csakúgy mint Verrasztó Evelyn a női 200 méter gyorson.[234] Gyurta Dániel – idei legjobbjával (2:02.37) – megnyeri a férfi 200 méteres mellúszást,[235] a címvédőként induló Jakabos Zsuzsanna pedig országos csúccsal (4:27.86) harmadikként csap célba a női 400 méteres vegyes úszás döntőjében.[236]
- december 16–17. – Atlantában rendezik az Egyesült Államok–Európa úszópárviadalt (Duel in the Pool), amely hazai fölénnyel zárult.[237][238]

## Halálozások

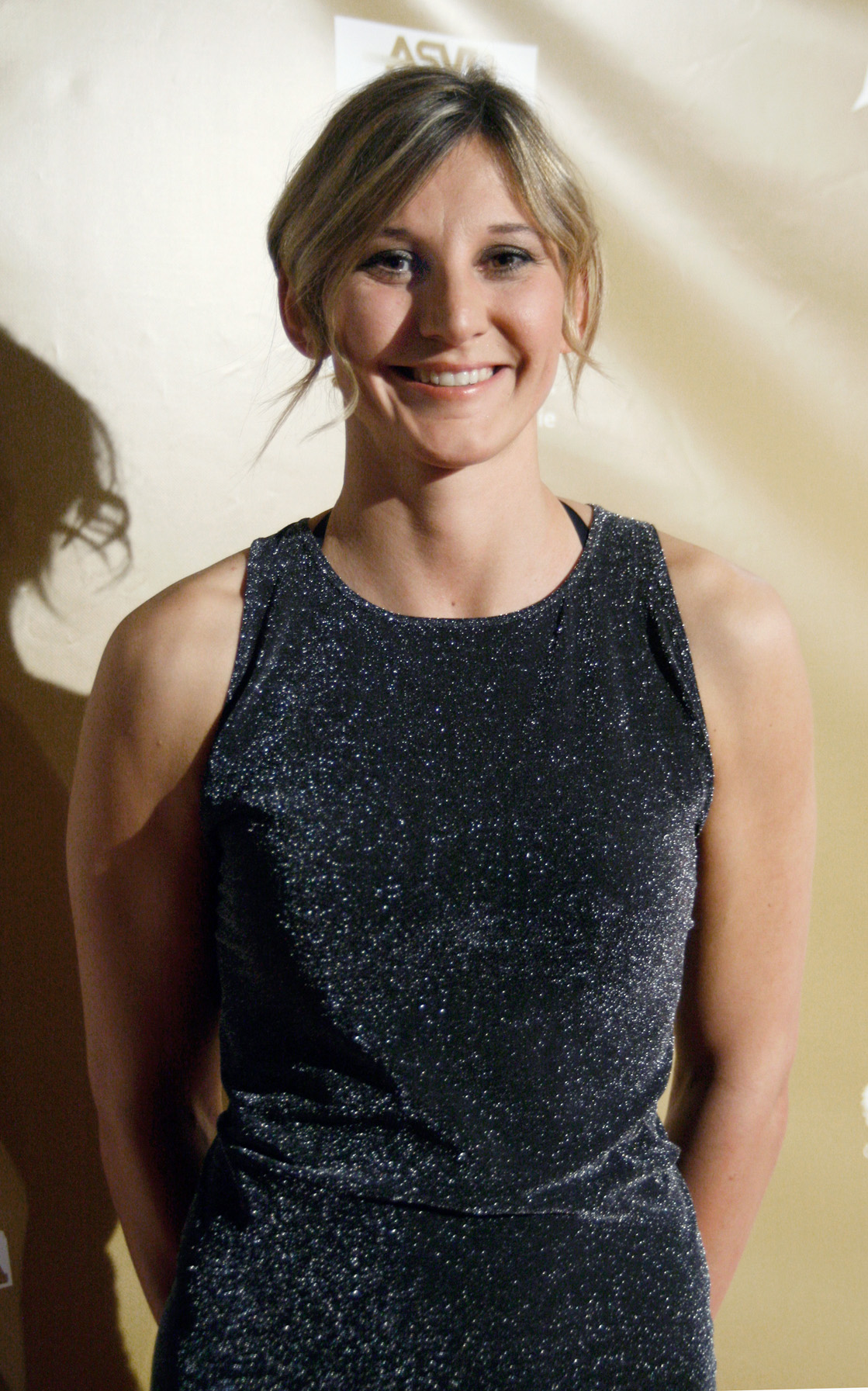
Claudia Heill cselgáncsozó

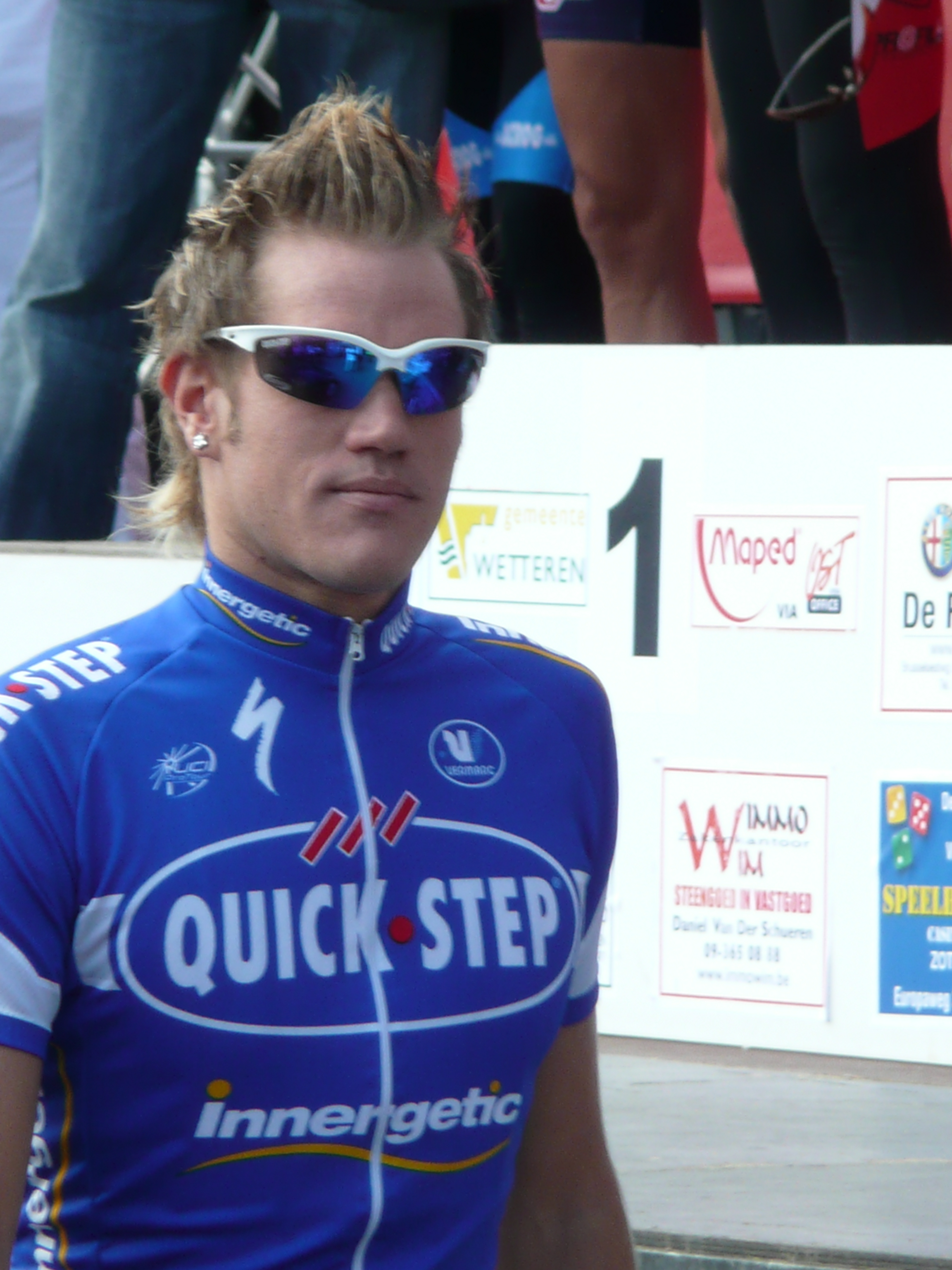
Wouter Weylandt kerékpározó

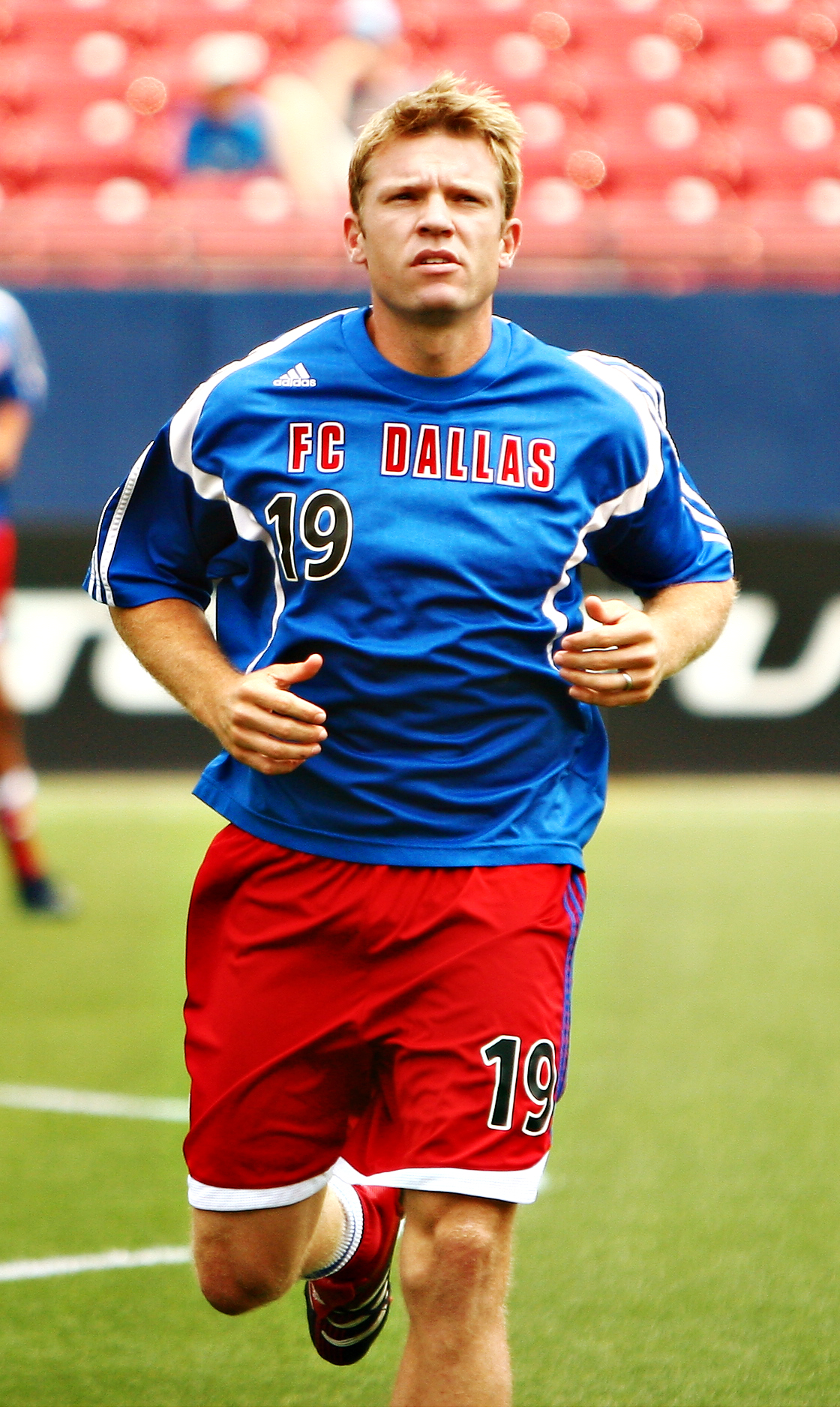
Bobby Rhine labdarúgó

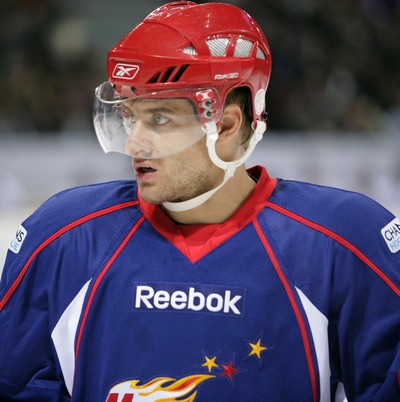
Jan Marek jégkorongozó

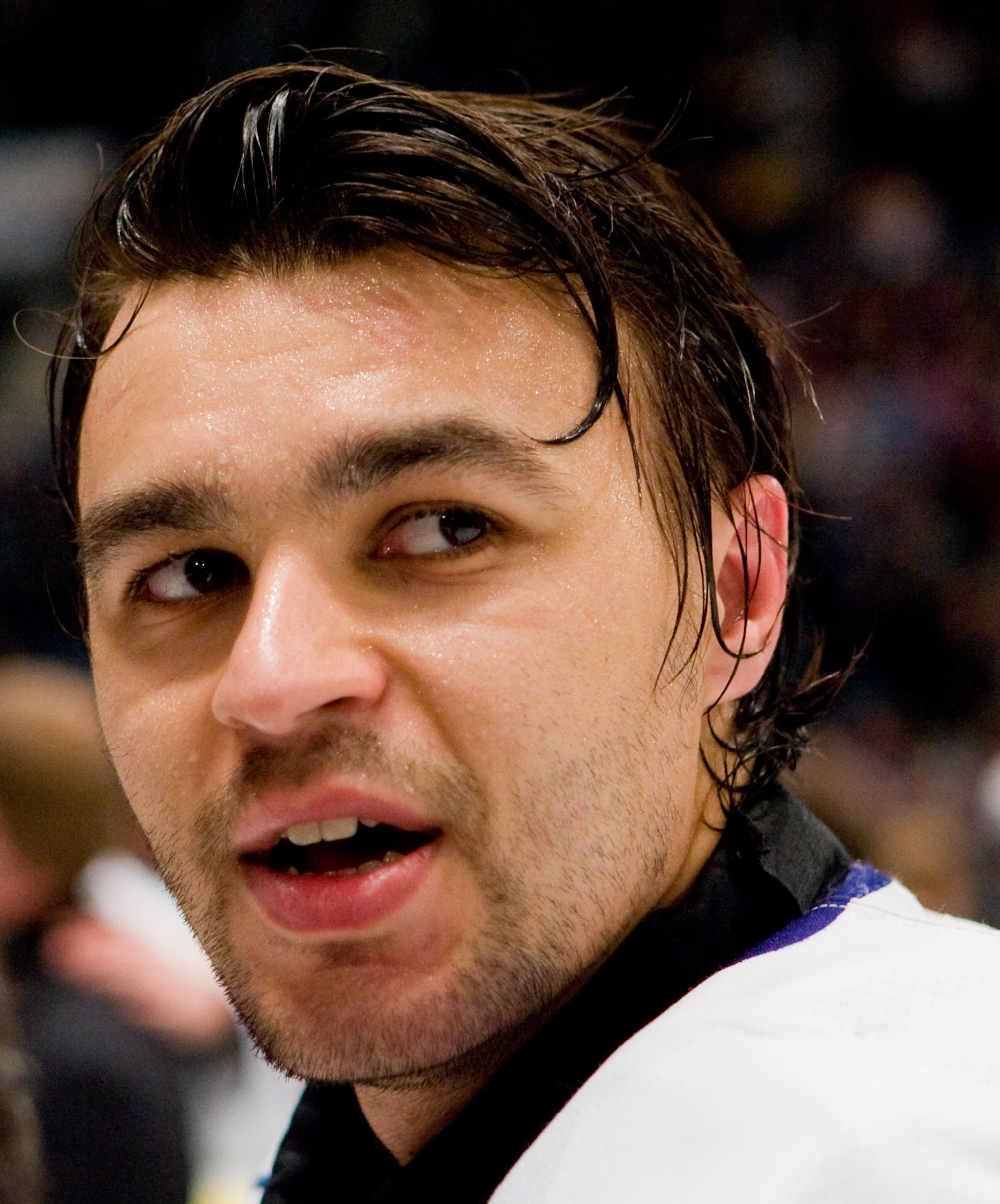
Stefan Liv jégkorongozó

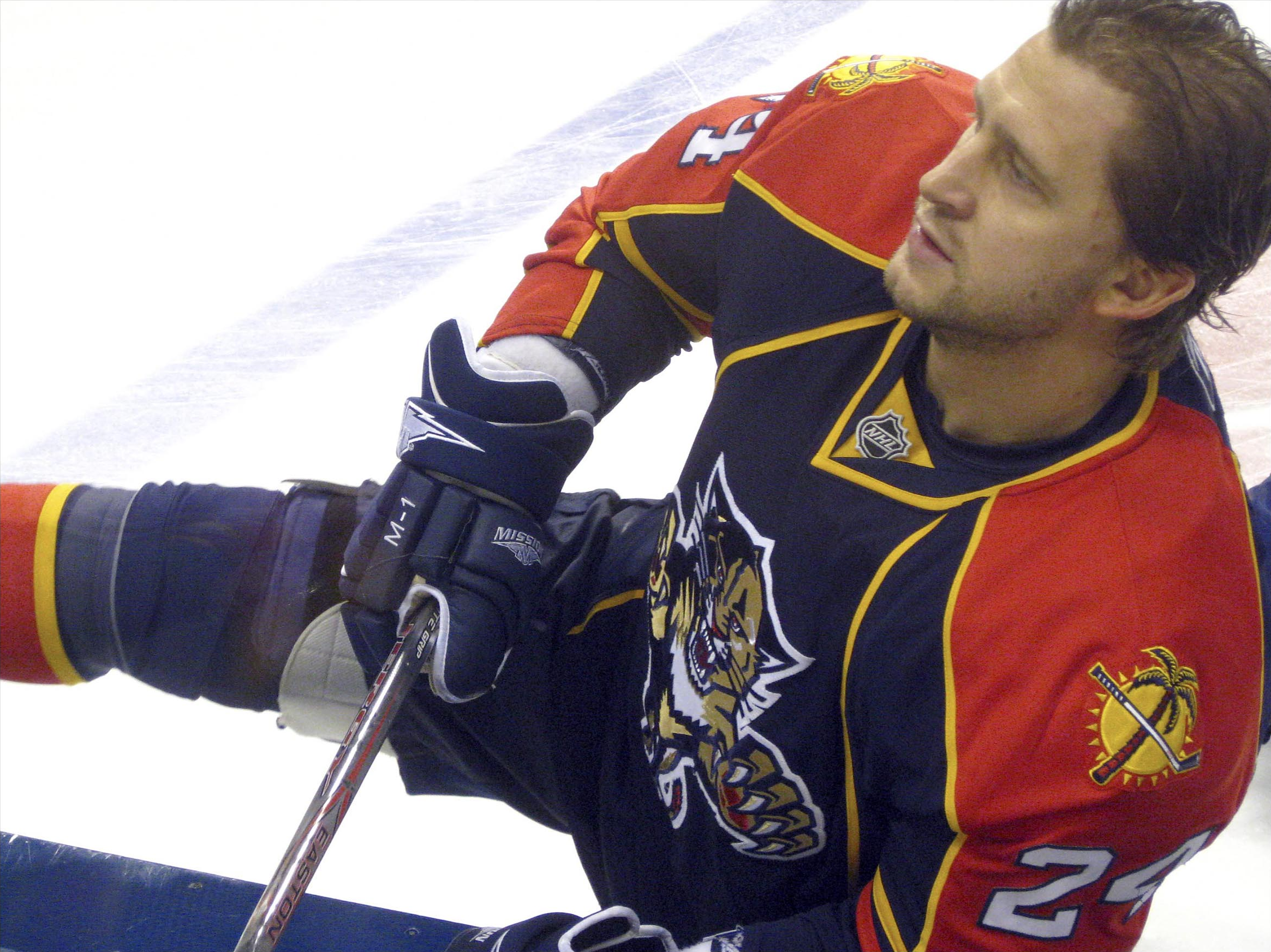
Ruszlan Szalej jégkorongozó

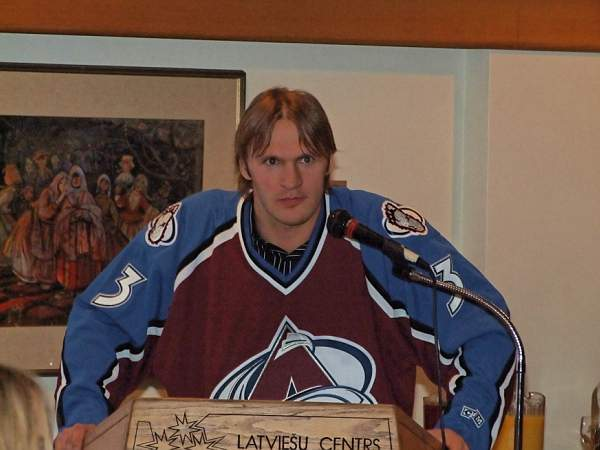
Kārlis Skrastiņš jégkorongozó

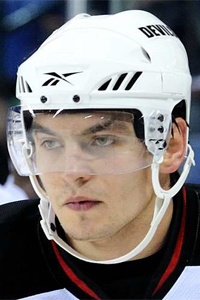
Alekszandr Vaszjunov jégkorongozó

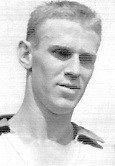
Sven Tumba jégkorongozó

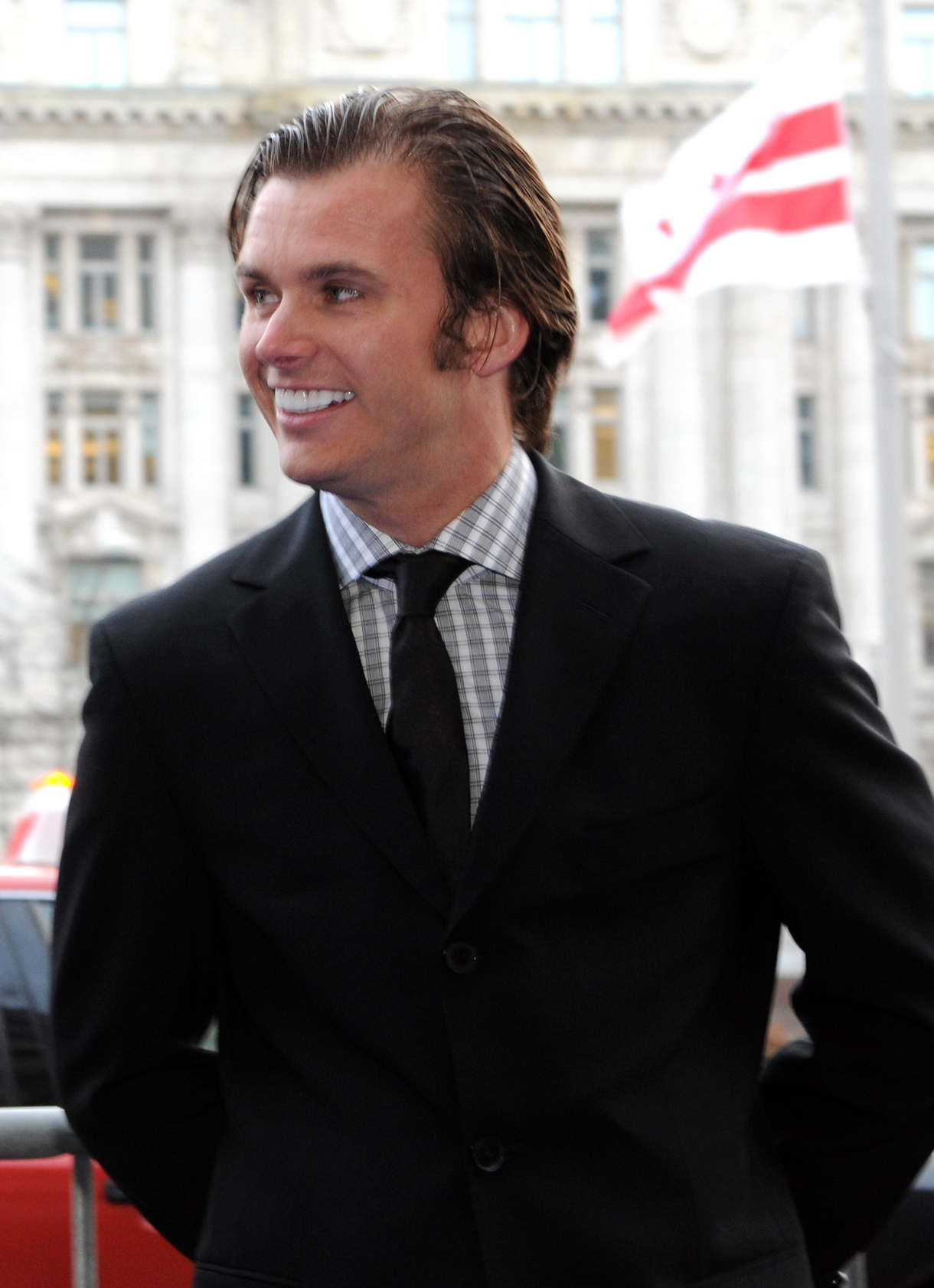
Dan Wheldon autóversenyző

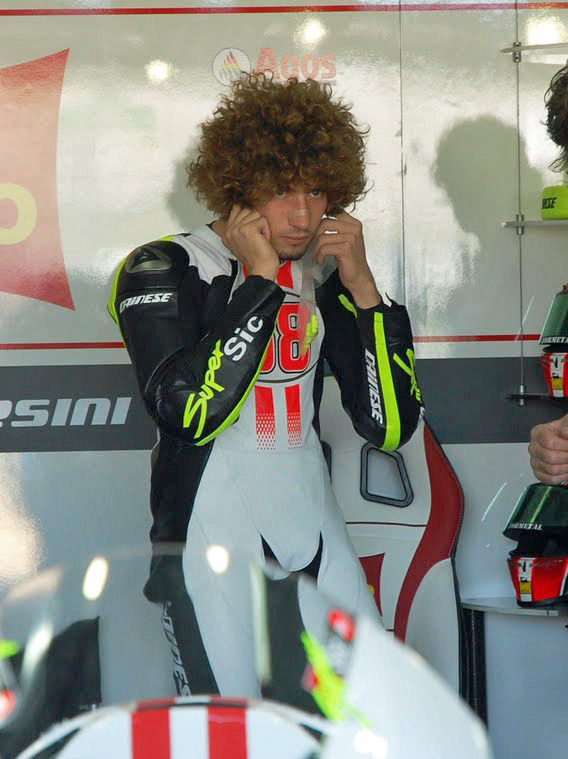
Marco Simoncelli motorversenyző

### Január
- január 2. – Craig Hanmer, amerikai jégkorongozó (* 1956)
- január 4. – Coen Moulijn, holland válogatott labdarúgó (* 1967)
- január 6. – Uche Okafor, afrikai nemzetek kupája győztes nigériai válogatott labdarúgó (* 1967)
- január 11. – Berczik Zoltán, Európa-bajnok magyar asztaliteniszező, edző (* 1937)
- január 25. – Kiril Milanov, bolgár válogatott labdarúgó (* 1948)

### Február
- február 19. – Solymosi Ernő, olimpiai és Európa-bajnoki bronzérmes magyar válogatott labdarúgó (* 1940)
- február 27. – Duke Snider, World Series bajnok amerikai baseballjátékos, National Baseball Hall of Fame-tag (* 1926)

### Március
- március 3. – Mucháné Gámpé Erika röplabdázó (* 1949)
- március 6.
  - Emsberger Gyula labdarúgó-játékvezető (* 1924)
  - Ján Popluhár csehszlovák labdarúgó (* 1935)
- március 7. – Adrián Escudero spanyol labdarúgó (* 1927)
- március 11. – Udvarev Péter labdarúgó (* 1949)
- március 12. – Ivan Vasilov román cselgáncsozó (* 1980)
- március 13. – Rick Martin kanadai jégkorongozó (* 1951)
- március 17. – Simon Attila röplabdázó (* 1949)
- március 21.
  - Ladislav Novák csehszlovák labdarúgó (* 1931)
  - Nyikolaj Jefimovics Andrianov hétszeres olimpiai bajnok szovjet-orosz tornász (* 1952)
- március 22. – Patrick Doeplah libériai labdarúgó (* 1990)
- március 23.
  - Dévald Péter hatszoros szenior bajnok, országos csúcstartó, Sport Nívódíjas vesetranszplantált úszó (* 1930)
  - Fred Titmus amerikai krikettjátékos (* 1932)
- március 25. – Marija Grigorjevna Iszakova szovjet-orosz gyorskorcsolyázó (* 1918)
- március 26. – František Havránek csehszlovák labdarúgó, edző (* 1923)
- március 30. – Klink János autó- és raliversenyző, jégkorongozó (* 1942)
- március 31.
  - Claudia Heill olimpiai ezüstérmes osztrák cselgáncsozó (* 1982)
  - Cserhalmi Mihály labdarúgó (* 1924)

### Április
- április 3. – Gustavo Sondermann brazil autóversenyző (* 1982)
- április 9. – Boros József kajakozó (* 1926)
- április 10. – Schumann ’Sólyom’ János labdarúgó, pályaedző (* 1929)
- április 13. – Takács Attila tornász (* 1929)
- április 18. – Olubayo Adefemi nigériai labdarúgó (* 1985)
- április 19.
  - Köves László labdarúgó, edző (* 1944)
  - Grete Waitz világbajnok és olimpiai ezüstérmes norvég maratoni futó (* 1953)
- április 22.
  - Szjarhej Leanyidavics Lahun fehérorosz súlyemelő (* 1988)
  - Cseung Szaj-ho hongkongi labdarúgó (* 1975)
- április 27. – Karaffa Béla kézilabdázó, az 1956-os magyar férfi kézilabda-válogatott egykori edzője (* 1925)
- április 29. – Waldemar Baszanowski lengyel súlyemelő (* 1935)

### Május
- május 1. – Sir Henry Cooper, Európa-bajnok angol nehézsúlyú ökölvívó (* 1934)
- május 3. – Nagy Marianna, olimpiai bronzérmes, Európa-bajnok műkorcsolyázó, edző (* 1929)
- május 4. – Zsíros Pál, kosárlabdázó (* 1954)
- május 7. – Seve Ballesteros, spanyol golfozó (* 1957)
- május 9. – Wouter Weylandt, belga kerékpározó (* 1984)
- május 11. – Robert Traylor, amerikai kosárlabdázó (* 1977)
- május 13. – Derek Boogaard, kanadai jégkorongozó (* 1982)
- május 15.
  - Pete Lovely, amerikai autóversenyző (* 1926)
  - Samuel Wanjiru, olimpiai bajnok kenyai maratoni futó (* 1986)
- május 20. – Joaquín Pérez, kétszeres olimpiai bronzérmes mexikói lovas, díjugrató (* 1936)
- május 17. – Joseph Galibardy, olimpiai aranyérmes indiai gyeplabdázó (* 1915)
- május 22. – Ferjan Matej, szlovén-magyar salakmotor-versenyző (* 1977)
- május 27. – Margo Dydek, lengyel kosárlabdázó (* 1974)

### Június
- június 1. – Munir Dar olimpiai bajnok pakisztáni gyeplabdázó (* 1935)
- június 5. – Célestin Oliver, francia válogatott labdarúgó, edző (* 1930)
- június 7. – Karádi Péter atléta, edző (* 1926)
- június 18. – Litkey Bence olimpikon vitorlázó (* 1942)
- június 19. – Kende Rezső olimpikon tornász (* 1908)
- június 24. – Tomislav Ivić horvát labdarúgó, edző (* 1933)
- június 26. – Jan van Beveren holland labdarúgó (* 1948)

### Július
- július 1. – Jean-Louis Rosier, Le Mans-i 24 órás verseny győztes francia autóversenyző (* 1925)
- július 4. – Szalayné Sebők Éva, röplabdázó, edző (* 1949)
- július 5. – Mika Myllylä, finn sífutó (* 1969)
- július 16. – Bicskei Bertalan, labdarúgó, edző (* 1944)
- július 23. – Marinko Kelečević, bosnyák kézilabdázó (* 1985)
- július 26. – Jacques Fatton, francia születésű svájci válogatott labdarúgócsatár (* 1925)

### Augusztus
- augusztus 3. – Bubba Smith, amerikai NFL-játékos, Super Bowl győztes, színész (* 1945)
- augusztus 4. – Macuda Naoki, japán válogatott labdarúgó, olimpikon (* 1977)
- augusztus 5. – Pak Szungdzsin, észak-koreai válogatott labdarúgó (* 19411)
- augusztus 17. – Pierre Quinon, olimpiai bajnok francia rúdugró (* 1962)
- augusztus 24. – Alfons Van Brandt, belga válogatott labdarúgóhátvéd (* 1927)
- augusztus 31. – Abde ál-Rahmane Mahdzsúb, francia válogatott labdarúgó, edző (* 1929)

### Szeptember
- szeptember 5.
  - Robert Ballaman, svájci válogatott labdarúgócsatár ( 1926)
  - Bobby Rhine, amerikai labdarúgó (* 1976)
- szeptember 7. 
  - Artyom Nyikolajevics Jarcsuk, orosz jégkorongozó (* 1990)
  - Nyikita Szergejevics Kljukin, orosz jégkorongozó (* 1989)
  - Andrej Anatoljevics Kirjuhin, orosz jégkorongozó (* 1987)
  - Alekszandr Igorevics Kaljanyin, orosz jégkorongozó (* 1987)
  - Marat Natfulovics Kalimulin, orosz jégkorongozó (* 1988)
  - Gennagyij Sztanyiszlavovics Csurilov, orosz jégkorongozó (* 1987)
  - Vitalij Szergejevics Anyikejenko, orosz-ukrán jégkorongozó (* 1987)
  - Ivan Leonyidovics Tkacsenko, orosz jégkorongozó (* 1979)
  - Josef Vašíček, cseh jégkorongozó (* 1980)
  - Karel Rachůnek, cseh jégkorongozó (* 1979)
  - Pavol Demitra, szlovák jégkorongozó (* 1974)
  - Jan Marek, cseh jégkorongozó (* 1979)
  - Mihail Jurjevics Balangyin, orosz jégkorongozó (* 1980)
  - Robert Dietrich, német jégkorongozó (* 1986)
  - Stefan Liv, svéd jégkorongozó (* 1980)
  - Szjargej Igaravics Asztapcsuk, fehérorosz jégkorongozó (* 1990)
  - Ruszlan Albertavics Szalej, fehérorosz jégkorongozó (* 1974)
  - Makszim Alekszejevics Suvalov, orosz jégkorongozó (* 1993)
  - Kārlis Skrastiņš, lett jégkorongozó (* 1974)
  - Pavel Szergejevics Sznurnyicin, orosz jégkorongozó (* 1992)
  - Danyiil Jevgenovics Szobcsenko, orosz-ukrán jégkorongozó (* 1991)
  - Pavel Szergejevics Trahanov, orosz jégkorongozó (* 1978)
  - Jurij Olegovics Uricsev, orosz jégkorongozó (* 1991)
  - Alekszandr Szergejevics Vaszjunov, orosz jégkorongozó (* 1988)
  - Olekszandr Jevgenovics Vjuhin, orosz-ukrán jégkorongozó (* 1973)
  - Brad McCrimmon, kanadai jégkorongozó, edző (* 1959)
  - Alekszandr Georgijevics Karpovcev, szovjet-orosz jégkorongozó (* 1970)
  - Igor Boriszovics Koroljov, szovjet-orosz jégkorongozó (* 1970)
  - Nyikolaj Ivanovics Krivonosov, fehérorosz jégkorongozó, fizikai edző (* 1980)
  - Vlagyimir Leonyidovics Piszkunov, orosz jégkorongozó, rendszergazda (* 1958)
- szeptember 12. – Alekszandr Szaidgerejevics Galimov, orosz jégkorongozó (* 1985)
- szeptember 17. – Szojka Ferenc, válogatott labdarúgó (* 1931)
- szeptember 27.
  - Marcel Dries, belga válogatott labdarúgóhátvéd (* 1929)
  - Jesús María Pereda, Európa-bajnok spanyol válogatott labdarúgó, edző (* 1938)

### Október
- október 1. – Sven Tumba, világbajnok és olimpiai ezüstérmes svéd jégkorongozó, labdarúgó (* 1931)
- október 4. – Tóth Géza, olimpiai ezüstérmes magyar súlyemelő (* 1932)
- október 11. – Henk Hofs, holland labdarúgó (* 1951)
- október 16. – Dan Wheldon, brit autóversenyző (* 1978)
- október 23. – Marco Simoncelli, olasz motorversenyző (* 1987)
- október 24. – Kjell Johansson, svéd asztaliteniszező (* 1946)
- október 26. – Roman Kukleta, csehszlovák labdarúgó (* 1964)
- október 29. – Robert Pitts, olimpiai bajnok amerikai kosárlabdázó (* 1919)
- október 31. – Albert Flórián, olimpiai és Európa-bajnoki bronzérmes, aranylabdás magyar válogatott labdarúgó, a Nemzet Sportolója (* 1941)

### November
- november 7. – Joe Frazier, olimpiai és világbajnok amerikai ökölvívó (* 1944)
- november 8. – Valentyin Kozmics Ivanov, olimpiai és Európa-bajnok szovjet labdarúgó (* 1934)
- november 10. – Jacques Lataste, olimpiai és világbajnok francia tőrvívó (* 1922)
- november 13. – Szalai Béla, többszörös magyar bajnok atléta, maratoni futó (* ?)
- november 15. – Takács Attila, magyar válogatott kenus, edző (* 1947)
- november 18. – Dušan Popović, világbajnok jugoszláv vízilabdázó (* 1970)
- november 20. – Sergio Scaglietti, olasz autótervező (* 1920)
- november 23. – Jim Rathmann, amerikai autóversenyző (* 1928)
- november 25. – Vaszilij Ivanovics Alekszejev, olimpiai bajnok szovjet súlyemelő (* 1942)
- november 26.
  - Menczel Iván, olimpiai bajnok magyar labdarúgó (* 1941)
  - Gajda István, magyar bajnok labdarúgó (* 1981)
- november 27. – Gary Speed, walesi válogatott labdarúgó, szövetségi kapitány (* 1969)

### December
- december 1.
  - Ragnhild Hveger, dán úszónő (* 1920)
  - Hippolyte Van Den Bosch, belga válogatott labdarúgócsatár, edző (* 1926)
- december 4. – Sócrates, brazil labdarúgó (* 1954)
- december 5.
  - Peter Gethin, brit autóversenyző (* 1940)
  - Gennagyij Olegovics Logofet, szovjet válogatott labdarúgó, orosz labdarúgóedző (* 1942)
- december 8. – Roman Nyikolajevics Szimakov, orosz ökölvívó (* 1984)
- december 12. – Sunday Bada, nigériai atléta (* 1969)
- december 14.
  - Luigi Carpaneda, olimpiai és világbajnok olasz tőrvívó, vitorlázó (* 1925)
  - Toma Ferenc, nyolcszoros magyar bajnok birkózó (* 1949)
- december 21. – Jevgenyij Vasziljevics Rudakov, szovjet válogatott labdarúgókapus, orosz származású ukrán labdarúgóedző (* 1942)
- december 25. – Izsó Katalin, vívó, párbajtőröző (* 1987)
- december 27. – Catê, brazil labdarúgó (* 1973)